# Акший
Акши́й (каз. Ақши) — село у складі Актогайського району Карагандинської області Казахстану. Адміністративний центр та єдиний населений пункт Кежецького сільського округу.
Населення — 237 осіб (2021; 330 у 2009, 460 у 1999, 672 у 1989).
Національний склад станом на 1989 рік:
- казахи — 100 %.